# Werder (Seehausen)
Werder ist ein Ortsteil der Hansestadt Seehausen (Altmark) im Landkreis Stendal in Sachsen-Anhalt.

## Geographie

### Lage
Das Marschhufendorf Werder liegt im Norden der Wische in der Altmark sieben Kilometer südsüdöstlich von Wittenberge und sechs Kilometer nordnordöstlich von Seehausen (Altmark). Es ist umgeben vom Biosphärenreservat Mittelelbe und vom Naturschutzgebiet Aland-Elbe-Niederung.
Westlich und südlich des Ortes liegt die Alte Elbe Beuster, ein Altarm der Elbe. Ein anderer Altarm, die Taube Elbe (Dove Elbe), liegt 1½ Kilometer nordöstlich. Der Flusslauf der Elbe hat sich im Laufe der Zeit von Westen nach Osten verlagert. Die jetzige Stromelbe entstand zwischen den Jahren 1500 und 1600. Dadurch ist das Dorf Werder linksseitig geworden und die früheren Flussläufe der Elbe wurden zu Altarmen.:S. 54
Die Nachbarorte sind Schadebeuster, Zwischendeich und Hinzdorf im Norden, Scharleuk und Sandkrug im Nordosten, Uhlenkrug im Osten, Scharpenlohe und Unterkamps im Südosten, Ostorf im Süden, Eichfeld im Südwesten, Beuster im Westen sowie Steinfelde im Nordwesten.

### Ortsteilgliederung
Zum Ortsteil gehört neben dem Dorf Werder der etwa 2½ Kilometer ostnordöstlich liegende Wohnplatz Werderholz, ein früheres Forsthaus.:S. 55

## Geschichte

### Mittelalter bis Neuzeit
Die erste schriftliche Erwähnung von Werder stammt aus dem Jahr 1490, als „dorffs zum Werder“. In einem Vertrag zwischen dem Bischof Busso von Havelberg und den von Wartenberg, abgeschlossen auf der Plattenburg, war neben der Teilung des Dorfes der Fischfang für Lachs und Schnepel geregelt worden, wobei auch die Taube Elbe genannt wurde. 1552 wurde die Plattenburg an die von Saldern verpfändet, womit Werder an jene kam. Im Landreiterbericht des Prignitzschen Kreises aus dem Jahre 1652 wurden 17 Kossäten und ein halber Kossät namentlich aufgeführt. Die anderen Einwohner wurden als Fischerkaten bezeichnet. Zusammen gab es 51 männliche Einwohner.:S. 54
Im Jahre 1804 lebten im Dorf Werder, das zum Plattenburgischen Kreis in der Prignitz gehörte, 16 Kossäten und ein Büdner. Im Separationsrezess von 1846 und 1847 wurde die Gutsherrschaft der von Saldern aus Wilsnack im Werderholz und des Ritterguts Dergenthin über das Heysterrevier mit dem Hirtenhaus Heister östlich des Dorfes erwähnt.:S. 30
Bei der Bodenreform im Jahre 1945 wurde das Waldgut Werder enteignet. Die erste Landwirtschaftliche Produktionsgenossenschaft vom Typ III in der Gegend, die LPG „Junger Sozialist“ entstand 1958 in Ostorf.:S. 104 Ein Bauer aus Werder:S. 62 war unter den 11 Mitgliedern.

### Archäologie
Bei Ausschachtungsarbeiten auf der nördlichen Seite des damaligen Hofes Nr. 3 wurden im 20. Jahrhundert in einer Tiefe von 1,50 bis 1,80 Meter Reste von angespitzten Pfählen gefunden.:S. 53

### Eingemeindungen
Aufgrund seiner früheren Lage auf dem östlichen Elbufer gehörte Werder bis 1807 zum Plattenburgischen Kreis der Mark Brandenburg in der Prignitz. Im Frieden von Tilsit kam der Teil des Landes auf dem rechten Ufer der Elbe an das Königreich Preußen und der westliche Teil an das Königreich Westphalen. Allerdings wurde Werder im amtlichen französischen Bulletin nicht aufgeführt. So wurde Werder wohl tatsächlich erst 1815 altmärkisch. Ab 1816 gehörte die Gemeinde zum Kreis Osterburg, dem späteren Landkreis Osterburg.
Am 1. April 1940 erfolgte der Zusammenschluss der Gemeinden Werder, Beuster, Scharpenlohe, Ostorf (ohne die Höfe Falcke, Herper und Neubauer im südlichen Teil von Ostorf) und von der Gemeinde Klein Holzhausen nur die Ortsteile Oberkamps und Unterkamps bis einschließlich der Wässerung mit den Rühstedter Wiesen sowie der Ortsteile Groß Wegenitz und Klein Wegenitz zu einer neuen Gemeinde mit dem Namen Beuster.
Durch den Zusammenschluss der Gemeinde Beuster mit anderen Gemeinden zur Hansestadt Seehausen (Altmark) kam Werder als Ortsteil am 1. Januar 2010 zu Seehausen.

### Einwohnerentwicklung
| Jahr | Einwohner |
| ---- | --------- |
| 1734 | 154       |
| 1772 | 128       |
| 1791 | 187       |
| 1801 | 188       |
| 1818 | 124       |
| 1840 | 145       |
| 1864 | 191       |

| Jahr | Einwohner |
| ---- | --------- |
| 1871 | 174       |
| 1885 | 177       |
| 1892 | [00]171   |
| 1895 | 168       |
| 1900 | [00]155   |
| 1905 | 161       |
| 1910 | [00]127   |

| Jahr | Einwohner |
| ---- | --------- |
| 1925 | 125       |
| 1939 | 106       |
| 2014 | [0]0035   |
| 2020 | [00]040   |
| 2021 | [00]040   |
| 2022 | [0]040    |
| 2023 | [0]039    |

Quelle, wenn nicht angegeben, bis 1925:

## Religion
Die evangelischen Christen aus Werder waren früher in die Kirchengemeinde Groß Beuster eingepfarrt und gehören heute zur evangelischen Kirchengemeinde Beuster, die am 27. Juli 1995 aus den Kirchengemeinden Groß Beuster und Klein Beuster gebildet worden war. Sie wird betreut vom Pfarrbereich Beuster des Kirchenkreises Stendal im Bischofssprengel Magdeburg der Evangelischen Kirche in Mitteldeutschland.